# Fonejachtbrug
De Fonejachtbrug is een brug die ligt over het Prinses Margrietkanaal in de vierbaans rijksweg N31 tussen Leeuwarden en Drachten. De brug bestaat feitelijk uit twee afzonderlijke bruggen en over de zuidelijke brug loopt parallel aan de N31 de Stûkenwei voor het plaatselijk verkeer.
De Fonejacht was oorspronkelijk een vaart van het Schalkediep (zuid van Suawoude) naar het Oude Diep. De naam is een verbastering van het Friese Foarnejacht.

## Van pont naar brug
In 1856 vroegen een aantal notabelen van Tietjerksteradeel onder aanvoering van Hermannes Wilhelmij om de pont over de Fonejagt te vervangen door een brug. Een jaar later werd er een nieuw kanaal gegraven ter afsnijding en vervanging van de vaarwaters de Fonejagt, het Ouddiep en het Garijpsterrak, aanvangende in het Schalkediep en eindigende in de Meersloot. Over dat nieuwe kanaal werd een brug gebouwd, met een brugwachterswoning erbij.

In 1922 bedroeg het bruggeld voor de Fonejachtbrug in de weg van Garijp naar Wartena 10 cent voor schepen tot 30 ton, 20 cent tot 60 ton en daarboven 30 cent.

## Verbreding
Na de bevrijding bleken de uitgevoerde werken in het kader van het kanalenplan er vrij goed afgekomen te zijn, alleen de Fonejachtbrug was net voor de bevrijding opgeblazen. Hij werd direct voorlopig gerepareerd en voor het definitieve herstel in 1946 werd de brug tijdelijk afgesloten voor voertuigen, waarvoor een pontveer werd ingelegd.

De verbreding van de weg Leeuwarden-Drachten maakte in 1968 een nieuwe brug nodig over het in 1951 voltooide Prinses Margrietkanaal. De 20 meter brede brug werd in 1969 in gebruik genomen en de oude brug werd afgebroken.

## Verdubbeling
De verdubbeling van de weg Leeuwarden-Drachten bracht ook verdubbeling van de Fonejachtbrug mee. In november 2005 werd het noordelijk deel van de brug in gebruik genomen, waarna in februari 2006 de oude brug (7,5 meter hoog) werd gesloopt. In het voorjaar van 2006 werd de eerste paal geslagen voor de zuidelijke brug. Die bestaat uit twee rijstroken voor de N31 richting Drachten, twee rijstroken voor de Stûkenwei van en naar Wartena en een vrijliggend fietspad. Tot december 2007 is er gewerkt aan verdubbeling van de N31. De werkzaamheden zijn uitgevoerd door Bouwcombinatie Wâldwei. Op 21 januari 2008 is de Wâldwei officieel geopend door Minister Eurlings van Verkeer en Waterstaat.
Beide nieuwe bruggen zijn 9,5 meter hoog en daardoor hoeven ze niet open voor binnenvaartschepen met vier lagen containers. Het openen van de brug ten behoeve van de scheepvaart gebeurde slechts op verzoek tussen 2.00 uur en 4.00 uur 's nachts.
Na ingebruikname van de brug in 2007 is de staande mastroute (sic) verlegd naar het aquaduct Langdeel aan de zuidkant van Leeuwarden. Hiermee is een scheiding van beroeps- en pleziervaart tot stand gekomen.
Sinds 2009 wordt de Fonejachtbrug niet meer bediend.

## Afbeeldingen

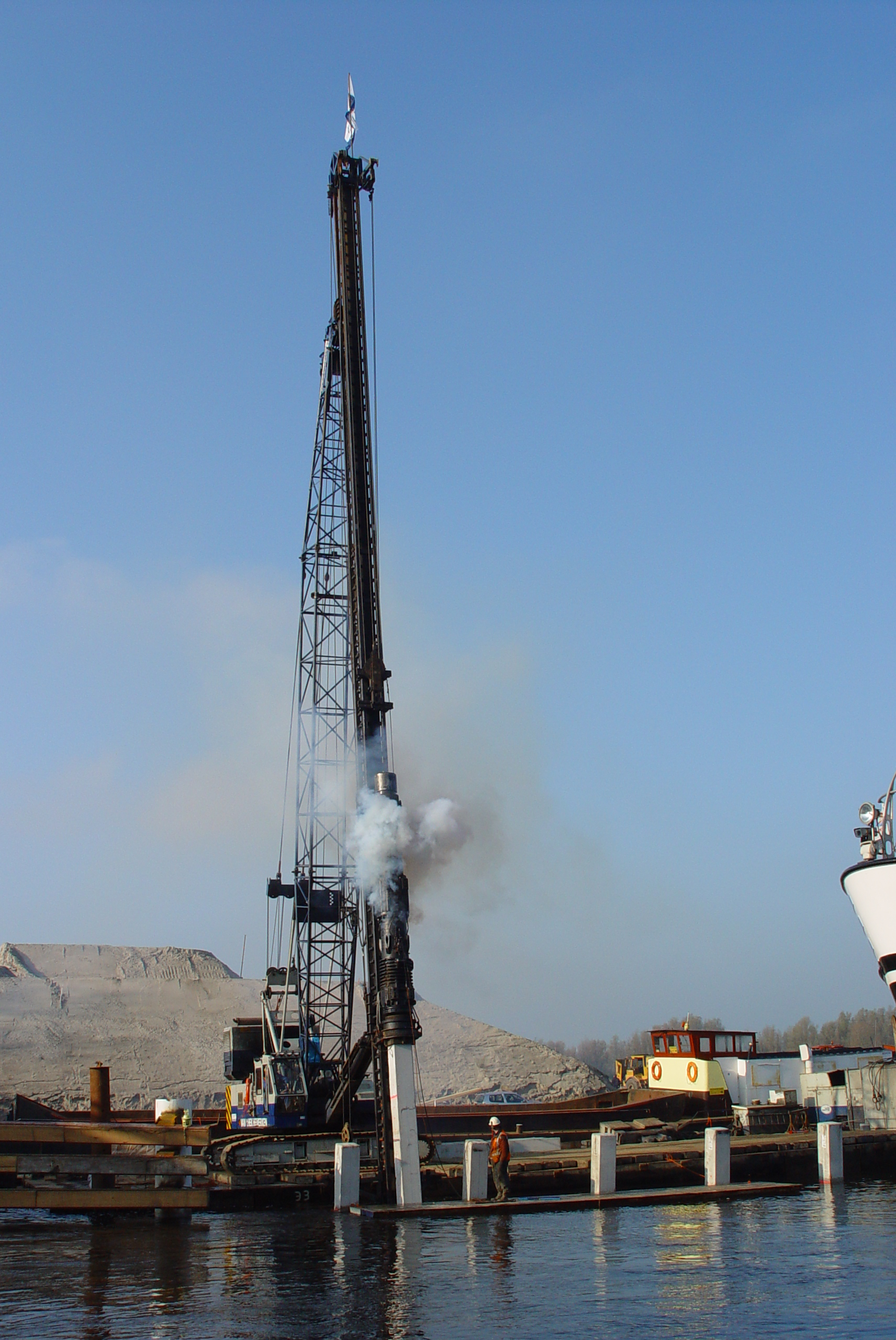
Het heien van de eerste betonpalen van de Fonejachtbrug Noord
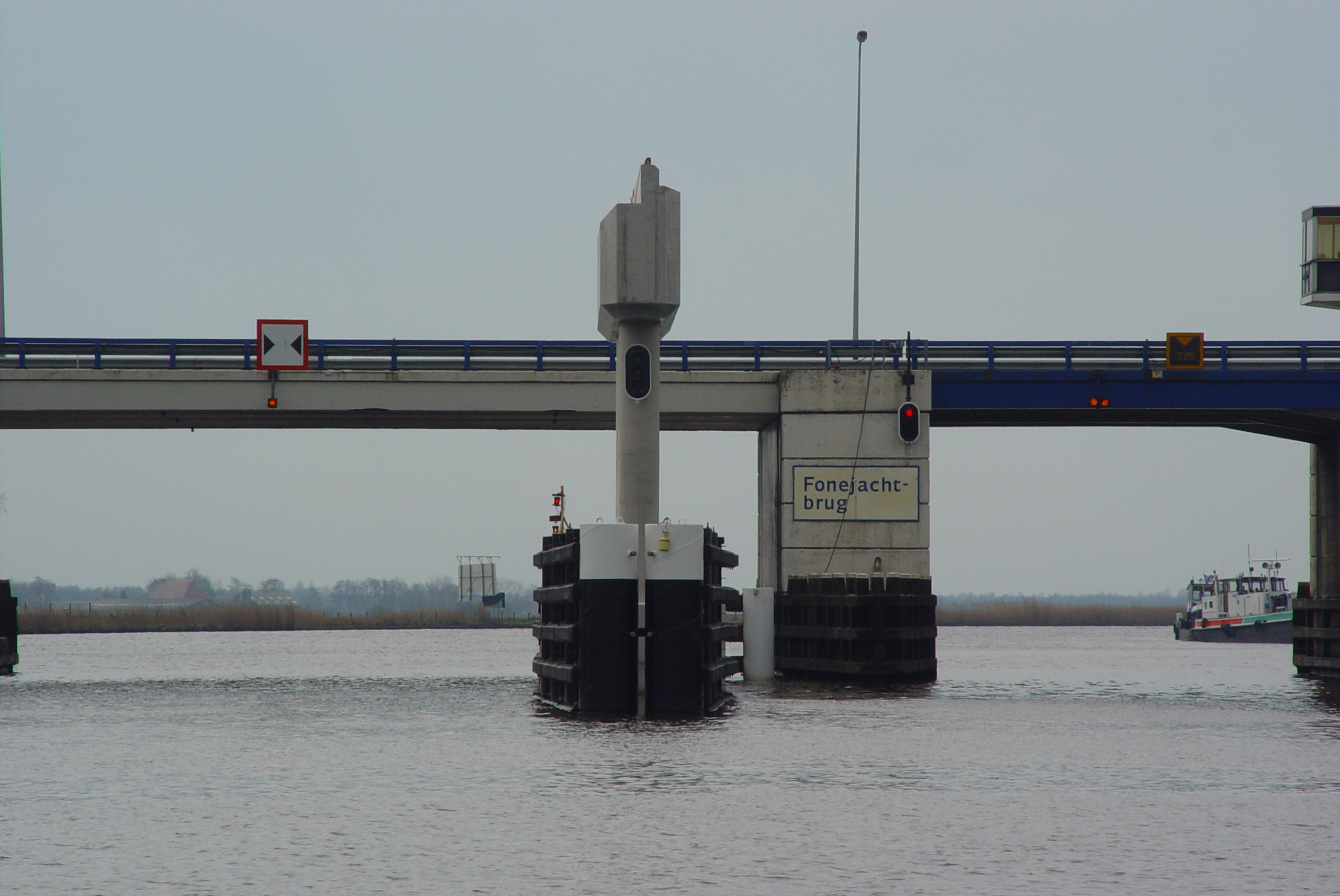
De kolommen van de oude en de nieuwe brug naast elkaar
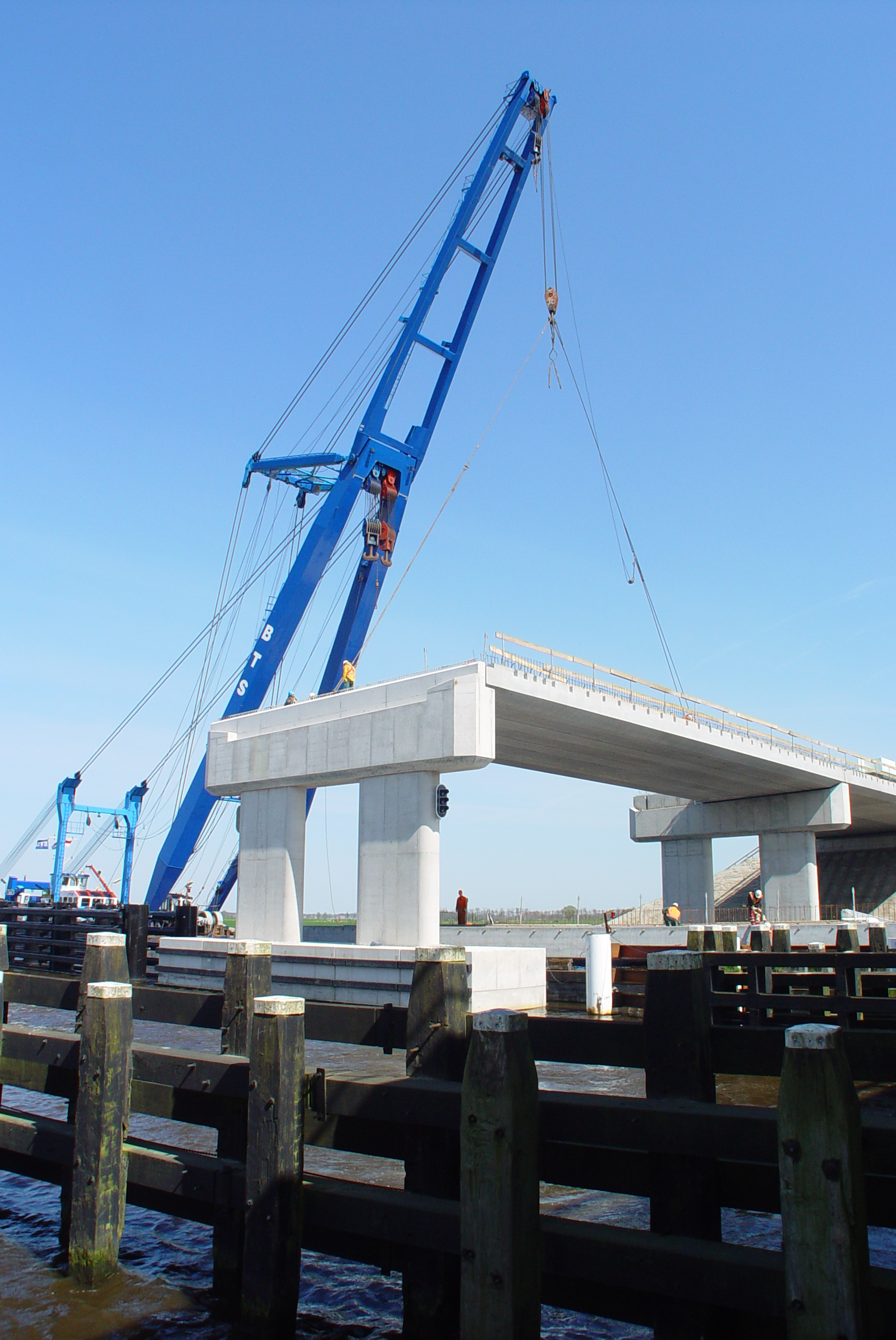
Het plaatsen van de liggers op de Fonejachtbrug Noord
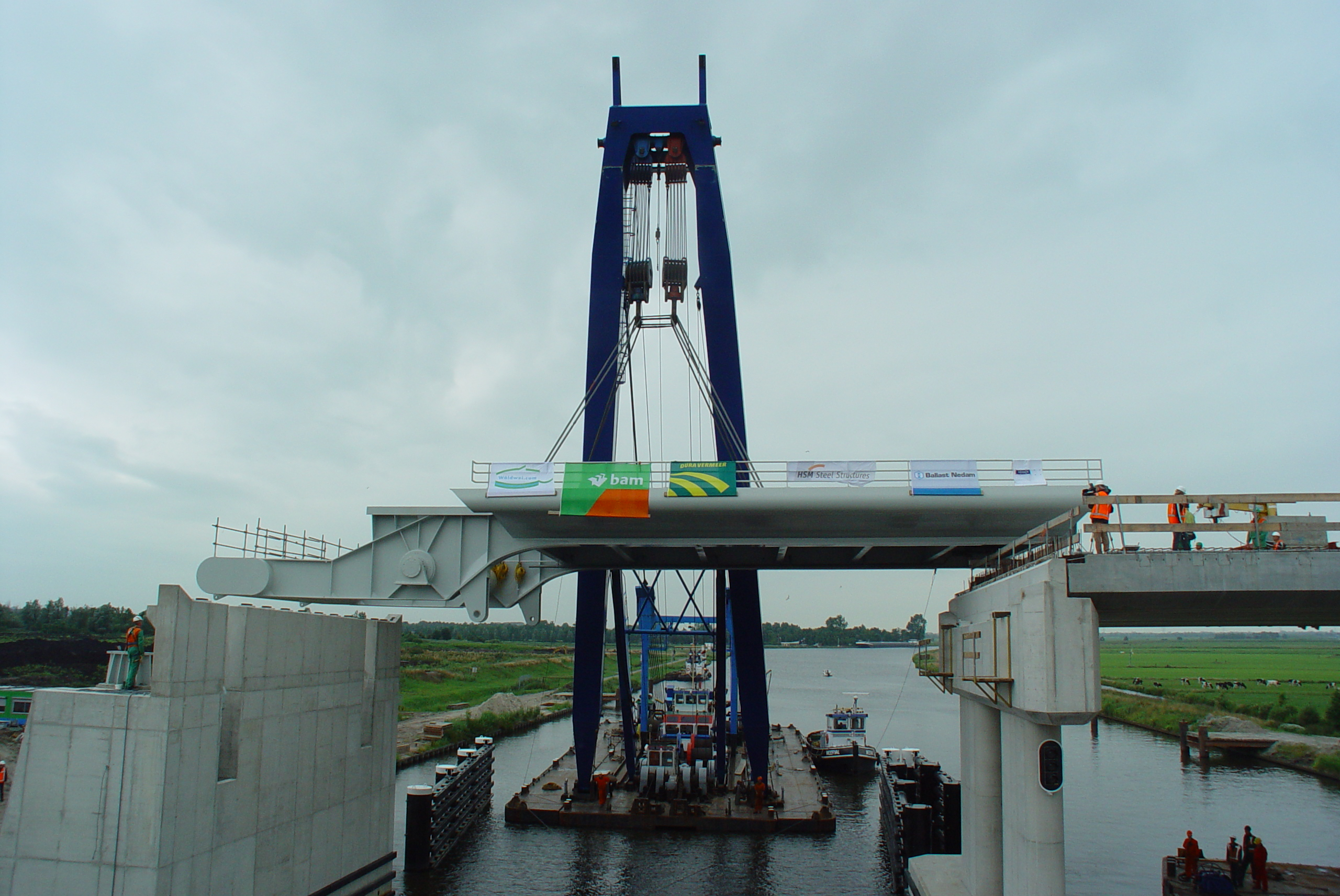
Het inhijsen van de stalen brugklep
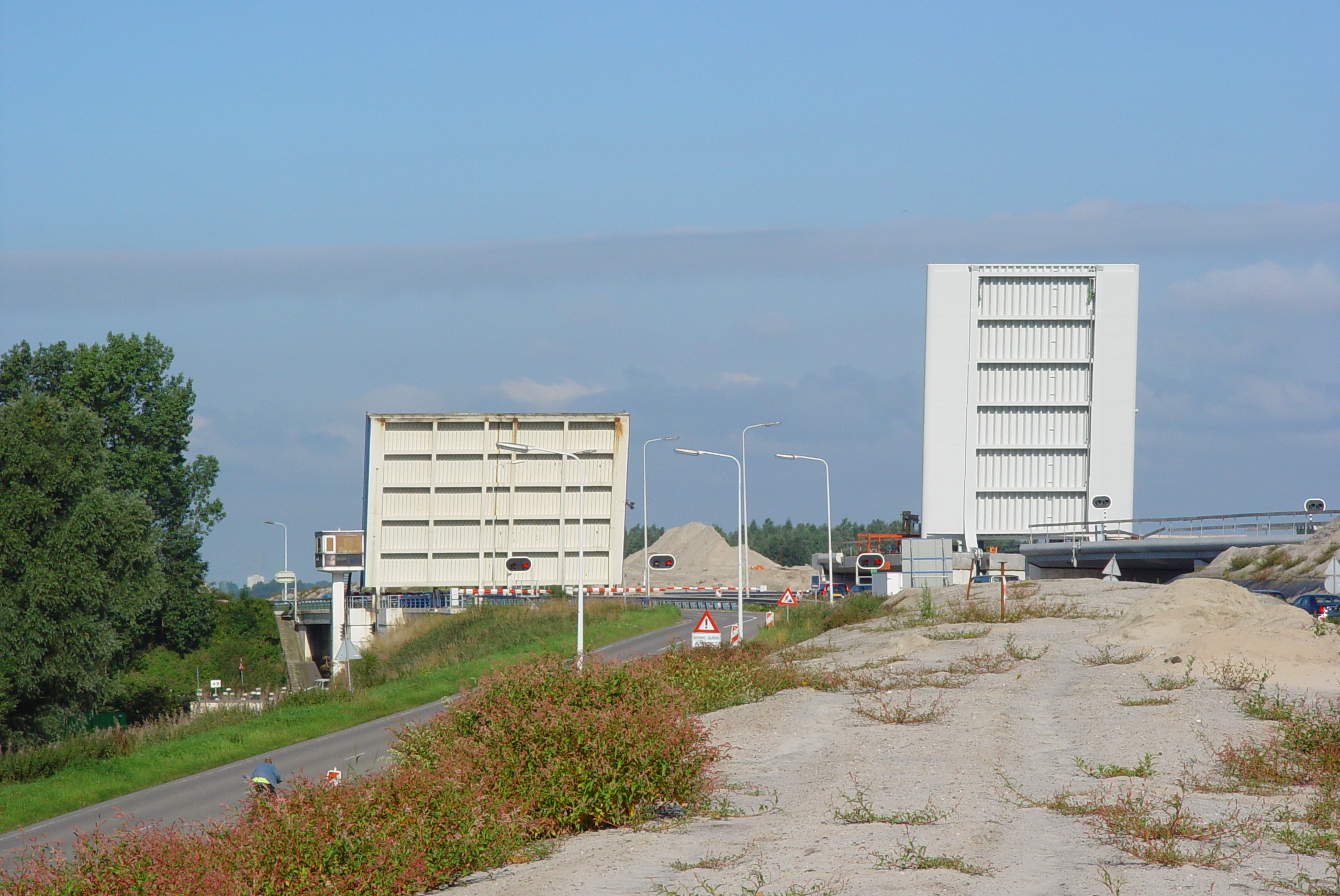
De brugkleppen van de oude en nieuwe brug naast elkaar